# Francisco Javier Clavijero

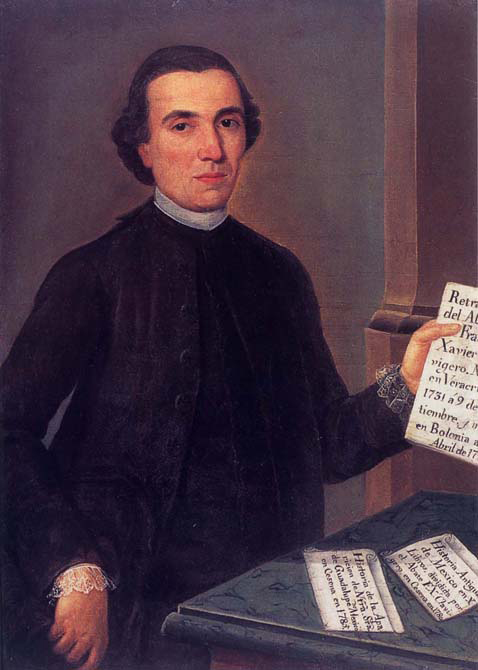
Francisco Javier Clavijero. S.J.

Francisco Javier Clavijero (* 1731 in Veracruz, Mexiko; † 1787 in Bologna, Italien) war ein mexikanischer Schriftsteller und Historiker. Weitere Namensformen sind u. a. Francisco Xavier Clavijero, Franz Xaver Clavigero oder Franciscus Xaverius Clavigerus. 

## Alte Geschichte Mexikos
Sein historisches Werk in zehn Bänden Alte Geschichte Mexikos ist von ihm auf Spanisch geschrieben, aber zuerst in italienischer Sprache 1780/1781 veröffentlicht worden (Originaltitel: Storia Antica del Messico cavata da' Migliori Storici Spagnuoli, e da’ Manoscritti, e dale Pitture Antiche degl’ Indiani). In diesen Bänden widerlegt er zwei zeitgenössische Geschichtswerke (Philosophische Untersuchungen über die Amerikaner von Cornelis de Pauw, Philosophische und politische Geschichte der europäischen Niederlassungen in den beiden Indien von Guillaume Raynal (1713–1796)) mit ihren Wirrungen und falschen Behauptungen.
Alexander von Humboldt hat sich in seinem Essai politique sur le royaume de la Nouvelle-Espagne (Paris 1811) auf  Clavijero gestützt.